# 1996-os Tour de France
Az 1996-os Tour de France volt a Tour de France 83. versenye. Összetettben a dán Bjarne Riis nyert, a pontversenyben a német Erik Zabel, a hegyiversenyben pedig Richard Virenque végzett az első helyen. A legjobb fiatal versenyző Jan Ullrich, a legjobb csapat pedig a Festina lett.
Az ez évi Tour Riis győzelme mellett elsősorban Miguel Indurain visszaeséséről szólt. A spanyol versenyző, aki ezt megelőzően zsinórban ötször nyerte meg a Tourt, ezúttal csak a 11. helyen végzett.

## Végeredmény
| #   | Versenyző              | Csapat                  | Idő      |
| --- | ---------------------- | ----------------------- | -------- |
| 1.  | Bjarne Riis            | Team Telekom            | 95:57:16 |
| 2.  | Jan Ullrich            | Team Telekom            | + 1.41   |
| 3.  | Richard Virenque       | Festina                 | + 4.37   |
| 4.  | Laurent Dufaux         | Festina                 | + 5.35   |
| 5.  | Peter Luttenberger     | Carrera Jeans           | + 7.07   |
| 6.  | Luc Leblanc            | Team Polti              | + 10.03  |
| 7.  | Piotr Ugrumov          | Roslotto                | + 10.04  |
| 8.  | Fernando Escartín      | Kelme                   | + 10.26  |
| 9.  | Abraham Olano          | Mapei                   | + 11.00  |
| 10. | Tony Rominger          | Mapei                   | + 11.53  |
| 11. | Miguel Indurain        | Banesto                 | + 14.14  |
| 12. | Patrick Jonker         | ONCE                    | + 18.58  |
| 13. | Bo Hamburger           | TVM                     | + 22.19  |
| 14. | Udo Bölts              | Team Telekom            | + 25.56  |
| 15. | Alberto Elli           | MG Maglificio-Technogym | + 26.18  |
| 16. | Manuel Fernandez-Gines | Mapei                   | + 26.28  |
| 17. | Leonardo Piepoli       | Refin                   | + 27.36  |
| 18. | Laurent Brochard       | Festina                 | + 32.11  |
| 19. | Michele Bartoli        | MG Maglificio-Technogym | + 37.18  |
| 20. | Jevgenyij Berzin       | Gewiss                  | + 38.00  |

### A pontverseny végeredménye (Maillot vert)
1. Erik Zabel, 335 pont
2. Frédéric Moncassin, 284 pont
3. Fabio Baldato, 255 pont
4. Djamolidine Abdoujaparov, 204 pont
5. Jeroen Blijlevens, 158 pont

### A hegyi verseny végeredménye (Maillot à pois rouges)
1. Richard Virenque, 383 pont
2. Bjarne Riis, 274 pont
3. Laurent Dufaux, 176 pont
4. Laurent Brochard, 168 pont
5. Luc Leblanc, 158 pont

### A legjobb U25-ös versenyzők (Maillot blanc
1. Jan Ullrich, 95.58.57
2. Peter Luttenberger, + 05.26
3. Fernandez Gines, + 24.47
4. Leonardo Piepoli, + 25.55

### Csapatverseny
1. Festina 287.46.20
2. Telekom + 15.14
3. Mapei-GB,  + 51.36

### Legagresszívabb versenyző
1. Richard Virenque, 50 pont
2. Bjarne Riis, 47 pont
3. Bartoli, 47 pont

## Szakaszok
| Szakasz/Időpont       | Útvonal                             | Hossz     | Típus                                       | Győztes                  |
| --------------------- | ----------------------------------- | --------- | ------------------------------------------- | ------------------------ |
| P / június 29         | 's-Hertogenbosch                    | 9 km      | prológ                                      | Alex Zülle               |
| 1 / június 30         | 's-Hertogenbosch - 's-Hertogenbosch | 206 km    |                                             | Frédéric Moncassin       |
| 2 / július 1          | 's-Hertogenbosch - Wasquehal        | 195 km    |                                             | Mario Cipollini          |
| 3 / július 2          | Wasquehal - Nogent-sur-Oise         | 195 km    |                                             | Erik Zabel               |
| 4 / július 3          | Soissons - Lac de Madine            | 230 km    |                                             | Cyril Saugrain           |
| 5 / július 4          | Lac de Madine - Besançon            | 242 km    |                                             | Jeroen Blijlevens        |
| 6 / július 5          | Arc-et-Senans - Aix-les-Bains       | 208 km    |                                             | Michael Boogerd          |
| 7 / július 6          | Chambéry - Les Arcs                 | 202 km    |                                             | Luc Leblanc              |
| 8 / július 7          | Bourg-Saint-Maurice - Val d’Isère   | 30.5 km   | Egyéni időfutam                             | Jevgenyij Berzin         |
| 9 / július 8          | Le Monêtier-les-Bains - Sestriere   | 46 km     | Hegyi szakasz Az időjárás miatt lerövidítve | Bjarne Riis              |
| 10 / július 9         | Torino - Gap                        | 203 km    | Hegyi Szakasz                               | Erik Zabel               |
| július 10 / Pihenőnap | július 10 / Pihenőnap               | 0 km      |                                             |                          |
| 11 / július 11        | Gap - Valence                       | 200 km    | Hegyi szakasz                               | Chepe Gonzalez Pico      |
| 12 / július 12        | Valence - Le Puy en Velay           | 143 km    |                                             | Pascal Richard           |
| 13 / július 13        | Le Puy-en-Velay - Super-Besse       | 177 km    |                                             | Rolf Sørensen            |
| 14 / július 14        | Besse - Tulle                       | 185 km    |                                             | Djamolidine Abdoujaparov |
| 15 / július 15        | Brive - Villeneuve-sur-Lot          | 177 km    |                                             | Massimo Podenzana        |
| 16 / July 16          | Agen - Lourdes-Hautacam             | 192 km    | Hegyi szakasz                               | Bjarne Riis              |
| 17 / július 17        | Argelès-Gazost - Pamplona           | 260 km    | Hegyi szakasz                               | Laurent Dufaux           |
| 18 / július 18        | Pamplona - Hendaye                  | 154 km    | Hegyi szakasz                               | Bart Voskamp             |
| 19 / július 19        | Hendaye - Bordeaux                  | 220 km    |                                             | Frédéric Moncassin       |
| 20 / július 20        | Bordeaux - Saint-Emilion            | 60 km     | ITT                                         | Jan Ullrich              |
| 21 / július 21        | Palaiseau - Párizs                  | 145 km    |                                             | Fabio Baldato            |
| Összesen              | Összesen                            | 3905.5 km |                                             |                          |